# Svarta huset
Svarta huset är en skräckroman av Stephen King och Peter Straub från 2001. Den kom ut i svensk översättning 2004.

## Handling
I en liten stad - French Landing, Wisconsin - vid Mississippifloden - begås det oförklariga mord. Man kopplar in Jack Sawyer (huvudpersonen i Talismanen) på fallet, fastän han är pensionerad från sitt arbete som polis. För att lösa fallet måste han åter resa till Territorierna (en parallellvärld).
Orten French Landing är en fantasiort, men lokaliseringen såväl vid Mississippi och Highway 35 överensstämmer med den verkliga orten Prairie du Chien.